# 再会のラビリンス
「再会のラビリンス」（さいかいのラビリンス）は、河合その子の4枚目のシングル。1986年7月2日発売。発売元はCBS/SONY。品番はEP: 07SH-1789。

## 背景
前作「青いスタスィオン」から約4か月を経てのリリースとなり、アルバム『Mode de Sonoko』の先行シングルとしてリリースされた。

## 収録曲
- 全作曲・編曲: 後藤次利

1. 再会のラビリンス
  - 作詞: 秋元康
2. ジョバンニの囁き
  - 作詞: 島武実

## 楽曲収録アルバム
再会のラビリンス
- 『Mode de Sonoko』
- 『Dedication』
- 『sonnet』
- 『河合その子 ベスト・コレクション』
- 『おニャン子クラブA面コレクション Vol.2』

ジョバンニの囁き
- 『おニャン子クラブB面コレクション Vol.2』